# De Rand (vzw)
Vzw 'de Rand' is een vereniging met als doel het Nederlandstalige karakter van de Vlaamse Rand rond Brussel te ondersteunen.
Vzw 'de Rand' werd bij het decreet van 17 december 1996 opgericht. In het kader van Beter Bestuurlijk Beleid werd ze op 1 april 2006 omgevormd tot privaatrechtelijk vormgegeven EVA (bij decreet van 7 mei 2004).
Zowel de Vlaamse Gemeenschap als de provincie Vlaams-Brabant zijn subsidiërende overheden. Dit wordt geregeld in een samenwerkingsovereenkomst tussen de vzw, de provincie en de Vlaamse Gemeenschap.
De opdracht van vzw 'de Rand':
- Het beheren van 7 gemeenschapscentra die gevestigd zijn in een omgeving (gemeenten) die kwetsbaar is (zijn) op het vlak van Nederlandstalig karakter. In of vanuit de centra wordt gewerkt aan gemeenschapsvorming, via projecten, een cultureel aanbod en ondersteuning aan verenigingen en initiatiefgroepen

- Het bieden van oefenkansen Nederlands in de vrije tijd, met taalpromotieacties, -methodieken en -instrumenten (handelaars, sportclubs, jeugdverenigingen, speelpleinen, gemeenten …). Hierbij zet vzw ‘de Rand’ zelf projecten op voor de doelgroep(en), maar werkt ze vooral in een tweede lijn ondersteunend voor gemeenten en het maatschappelijke middenveld.
- Het uitgeven van publicaties, die gemeenschapsvormend zijn van insteek; waaronder de maandelijkse RandKrant en 6 gemeenschapskranten.
- Het bijeenbrengen en ontsluiten van relevante beleidsdocumenten;
- Het organiseren van gerichte evenementen zoals het jaarlijkse Gordelfestival.

## Bestuur
Voorzitter van de raad van bestuur:
- -2004: André De Moor
- 2005-2010: Luc Deconinck[3]
- 2010-2016: Jan De Craen
- 2016-heden: Hubert Lyben[4]

Algemeen directeur is sinds 1 april 2020 Jo Van Vaerenbergh.

## Gemeenschapscentra
Vzw 'de Rand' heeft zeven gemeenschapscentra, waaronder één in elk van de zes faciliteitengemeenten rond Brussel:
- GC de Zandloper in Wemmel
- GC de Boesdaalhoeve in Sint-Genesius-Rode
- GC de Moelie in Linkebeek
- GC de Muse in Drogenbos
- GC de Kam in Wezembeek-Oppem
- GC de Lijsterbes in Kraainem
- GC de Bosuil in Jezus-Eik/Overijse